# Partit Democràtic Italià d'Unitat Monàrquica
Partit Democràtic Italià d'Unitat Monàrquica (PDIUM) fou un partit polític italià, fundat l'11 d'abril de 1959 per la reunificació del Partit Nacional Monàrquic (PNM) d'Alfredo Covelli i del Partit Monàrquic Popular (PMP) d'Achille Lauro, que s'havien separat el 1954.
El nou partit s'anomenà inicialment Partit Democràtic Italià (PDI) però el 7 de març de 1961 el canvià pel de Partit Democràtic Italià d'Unitat Monàrquica (PDIUM).
El 10 de juliol de 1972, el Consell Nacional del PDIUM acordà la integració del partit en el Movimento Social Italià - Dreta Nacional (MSI-DN). Una part del partit, sobretot els joves més lligada a l'herència liberal i del risorgimento, va rebutjar l'aliança amb els hereus polítics del feixisme i va donar vida al moviment Aliança Monàrquica.
Covelli fou el president de la nova formació política. El paper dels exponents monàrquics del MSI-DN encara no és destacable. Covelli i Lauro, amb un cert nombre de dirigents provinents del PDIUM, participaren en la fundació de Democràcia Nacional - Constituent de Dreta el 1976.

## Resultats electorals

### Parlament italià
| Any  | Lider           | Vots    | %    | Diputats | +/– | Vots    | %    | Senadors | +/- |
| ---- | --------------- | ------- | ---- | -------- | --- | ------- | ---- | -------- | --- |
| 1963 | Alfredo Covelli | 536,948 | 1.75 | 8 / 630  | Nou | 689,708 | 2.51 | 3 / 315  | Nou |
| 1968 | Alfredo Covelli | 414,507 | 1.30 | 6 / 630  | 2   | 605,051 | 2.58 | 2 / 315  | 1   |